# César Oarrichena Genaro
César Oarrichena Genaro   (Alacant, 1888 - 1954) fou un periodista i polític valencià, diputat a les Corts Espanyoles durant la Segona República i membre de l'Agrupació Regionalista Alacantina.

## Biografia
Era fill d'Eduardo Oarrichena Guijarro. S'inicià en la maçoneria el 1915 i fou cap de la Lògia Constante Alona, de la Joventut Republicana d'Alacant, de la Joventut Radical (1916) i del Partit Republicà Radical a Alacant, així com director del setmanari El Radical. El 1918 fou empresonat per atacs a la monarquia i fou escollit regidor d'Alacant. El 1926 fou el cap de l'Aliança Republicana a Alacant i el 1930 fou detingut per manifestar-se a Madrid en solidaritat amb els obrers de la construcció morts. Participà en la proclamació de la Segona República Espanyola a Alacant i fou elegit diputat per la província d'Alacant a les eleccions generals espanyoles de 1931 i 1933. A les eleccions generals espanyoles de 1936 es presentà al marge del seu partit i no fou escollit.